# Ciambellino
Le ciambellino, aussi appelé ciambelline, est un gâteau paysan toscan typique de Rigomagno, un hameau de la commune italienne de Sinalunga. Il s'agit d'un anneau de pâte friable à base d'œuf et de farine, d'un diamètre d'environ 20 centimètres,.

## Histoire
Ce gâteau peut être trouvé dans différentes parties de la Toscane, de différentes manières et à différentes époques : il existe de nombreuses versions de cette pâtisserie, tant au niveau des ingrédients que de la préparation, ce qui alimente l'esprit de clocher non seulement entre différentes villes, mais aussi entre voisins d'une même ville. Il n'existe donc pas de recette unique, bien que les habitants de Foiano della Chiana prétendent être les détenteurs de la recette originale.
Dans le Val di Chiana, ce gâteau représente Pâques dans l'imaginaire de tous les habitants du Val di Chiana à Arezzo, ainsi que le début de la saison estivale. Il est préparé dans les premiers jours de la semaine sainte, pour être consommé d'abord au petit déjeuner le matin de Pâques (avec du capocollo, du salame nostrale, de la finocchiona, de l'œuf dur et, depuis peu, avec des morceaux d'œuf de Pâques en chocolat), puis comme dessert ou en-cas agréable les jours suivants, généralement accompagné de Vin santo.
Enfin, il faut mentionner le particulier ciambellino bollito, une variante du ciambellino, typique de Sinalunga et de Scrofiano, qui se distingue du ciambellino classique tant par son mode de cuisson radicalement différent que par sa consistance et la présence abondante de sucre glace et d'anis.
Pour ce qui est de Sienne, le ciambellino signifie un anneau de pâte frite recouvert de sucre. Il est préparé presque exclusivement pendant la période du carnaval avec l'autre douceur typique de l'époque, le cenci.
Depuis 1968, Rigomagno célèbre la fête du ciambellino,.